# Bernard Birsinger (photographe)
Pour l’article homonyme, voir Bernard Birsinger.
Bernard Birsinger, né le 15 janvier 1949 à Mulhouse, est un photographe français. Il vit et travaille à Bollwiller en France.
En 1975, il ouvre la première galerie photo privée de France en province : la galerie Nicéphore.
Puis il devient boursier de la Fondation Nationale de la Photographie à Lyon.
Il a participé à la Mission photographique de la DATAR.

## Apprentissage
- Richard Avedon (Famous Photographers School, New York)
- Irving Penn (Famous Photographers School, New York)
- Lee Friedlander (masterclasse, Galerie Zabriskie, Paris)
- Lewis Baltz (masterclasse, Zürich)

## Expositions
- 1972, 1974, 1976 : Photokina à Cologne.
- 1979 : Art Basel, Bâle.
- 1989 : Musée de l'Élysée, Lausanne.
- 1991 : Musée Nicéphore-Niépce, Chalon-sur-Saône.
- 1994 : Musée Ruhrlandmuseum à Essen.
- Projet August Sander, 60 ans après, die Saar : Institut Culturel d’Essen, Saarbrücken et Mainz.
- 1993 : Projet August Sander, 60 ans après, die Mosel : Cité du livre, Aix-en-Provence. Exposition Bernard Birsinger / August Sander en même temps que Wols.
- 1994 : Projet l’Industrie en Ruhr et Lorraine : Galerie Robert Doisneau avec la participation d'Andreas Gursky.
- 1997 : Biennale Internationale de l’Image de Nancy en même temps que Robert Adams (photographe), Bernd et Hilla Becher et Thomas Struth.
- juin 2004 : Exposition Le Rhin () avec la participation d'Henri Cartier-Bresson.
- octobre 2007 : Musée d'art contemporain Fernet Branca, Re-projet de la Mission photographique de la DATAR, 20 ans après, 4 communes.
- novembre 2008 : Musée d'Art contemporain de Barcelone (MACBA), en même temps que Robert Adams (photographe), Eugène Atget, Walker Evans, Helen Levitt, August Sander, Paul Strand…
- mars 2009 : Musée Berardo à Lisbonne, en même temps que Robert Frank (photographe), Dorothea Lange, Ed Ruscha…
- septembre 2010 : Gustave Courbet, son pays et la Datar revisitée (2005-2010), à La Filature (Mulhouse), Scène Nationale, .
- 2011 : Hommage à Pétronille Mélanie Pauline Baumann et Adolphe Braun, Bollwiller.
- 2013 : Rencontres de la photographie d'Arles, Atelier du midi.
- 2014 : Rencontres de la photographie d'Arles, Atelier du midi, Caravanes.
- 2017 : Paysages français, Une aventure photographique (1984-2017), Bibliothèque nationale de France, Paris,.
- 2019 : Walker Evans, After suivi de Datar suite-color, Château de Lunéville.
- 2020 : Biennale de la photographie de Mulhouse, avec la participation de Manuel Alvarez-Bravo, Sophie Calle, Emmet Gowin, Paul Graham, Nicolas Nixon, Johan Van Der Keuken.

## Collections
- Bibliothèque nationale de France, Paris.